# Икицохуровский улус
Икицохуровский улус — административно-территориальная единица, существовавшая в Астраханской губернии и Калмыцкой автономной области.
Икицохуровский улус занимал южную центральную часть Калмыцкой степи. До 1860 года улус зимовал у Можаровской соляной заставы по ильменям реки Кумы. В 1860-х годах, после уточнения границ Астраханской и Ставропольской губерний, улус перешёл на зимовку к озеру Яшкуль, на Крымский тракт и в долину Маныча. Летом улусная ставка располагалась у озера Джамтыр, а хотоны откочёвывали к северу до озера Цаган-Нур. Бо́льшую часть населения улуса составляли торгуты, но также проживали хошеуты (хойты) и зюнгары; всего 11 родов (31 аймак).

## История
С 1816 года, после утверждения Санжи-Убаши, нойона Икицохуровского улуса, владельцем Яндыковского улуса, данные улусы составили единый наследственный удел — Икицохуровско-Яндыковский улус. После смерти нойона Церен-Арши пресеклась старшая линия Икицохуровских нойонов. В 1844 году в Правительствующем Сенате было принято специальное решение об отчислении в Казённое ведомство Икицохуровского и Яндыковского улусов
По данным 1896 года в улусе числилось 2393 кибитки, 4130 лиц мужского и 3503 лиц женского пола, а всего 7633 душ.
Постановлением ВЦИК и СНК РСФСР от 25 ноября 1920 года Икицохуровский улус был включён в состав Автономной области калмыцкого народа. 13 января 1921 года в состав улуса было включено село Улан-Эрге. В 1921 году к Икицохуровскому был присоединён Харахусовский улус. Объединённый улус получил название Икицохуро-Харахусовского. В 1923 году слово «Харахусовский» в названии улуса отпало. 14 февраля 1923 года Президиум ВЦИК утвердил новое административное деление Икицохуровского улуса Калмыцкой области в следующем составе аймаков: Ачинеровский, Зюнгаровский, Кетченер-Шебенеровский, Хошеутовский, Чилгиро-Сатхаловский и Эркетеневский.
Постановлением Президиума ВЦИК от 30 марта 1930 года Икицохуровский улус был расформирован, территория улуса разделена между Центральным, Приволжским и Приморским улусами Калмыкии.

## Население
Динамика численности населения
| 1896 | 1904  |
| ---- | ----- |
| 7633 | 14045 |

## Аймачное деление
Согласно Памятной книжке Астраханской губернии на 1914 год Икицохуровский улус объединял 5 аймаков:
- Эркетеневский;
- Ачинеровский;
- Сатхало-Хошеутовский;
- Кетченер-Шебенеровский;
- Зюнгаровский.